# Рафі-уд-Дарджат
Рафі-уд-Дарджат (*30 листопада 1699 —13 червня 1719) — 10-й падишах з династії Великих Моголів з 28 лютого до 6 червня 1719 року.

## Життєпис
Був сином шах-заде Рафі-уш-шана та онуком падішаха Бахадура I. з дитинства мав погане здоров'я, тому особливо не втручався у державні справи. 28 лютого 1719 року був посаджений Хасаном та Хусейном Сеїдами на трон замість скинутого Фарук-сіяра. За весь час свого правління не відігравав якоїсь суттєвої ролі. За наказом Сеїдів затвердив фірман для маратхів, який попередній падишах відмовився видавати. 6 червня 1719 року зрікся трону на користь брата Шамс-уд-діна (майбутній Шах Джахан II) й невдовзі помер в Агрі.